# Сипаник
Сипаник (арм. Սիփանիկ) — село в Араратской области Армении. Население составляют беженцы из Баку и Мингечевира.

## География
Село расположено в северо-западной части марза, к западу от реки Раздан, к юго-западу от автодороги , на расстоянии 23 километров к северо-западу от города Арташат, административного центра области. Абсолютная высота — 828 метров над уровнем моря.
Климат
Климат характеризуется как семиаридный (BSk в классификации климатов Кёппена). Среднегодовая температура воздуха составляет 12,5 °C. Средняя температура самого холодного месяца (января) составляет −2,7 °С, самого жаркого месяца (июля) — 25,9 °С. Расчётная многолетняя норма атмосферных осадков — 292 мм. Наибольшее количество осадков выпадает в мае (49 мм).

## Население
| Год переписи | Население          | Население          | Население          | Население            | Население            | Население            |
| Год переписи | Наличное население | Наличное население | Наличное население | Постоянное население | Постоянное население | Постоянное население |
| Год переписи | Всего              | Мужчины            | Женщины            | Всего                | Мужчины              | Женщины              |
| ------------ | ------------------ | ------------------ | ------------------ | -------------------- | -------------------- | -------------------- |
| 2001         | 394                | 196                | 198                | 437                  | 223                  | 214                  |
| 2011         | 425                | 202                | 223                | 468                  | 233                  | 235                  |